# デジタル孔版印刷機

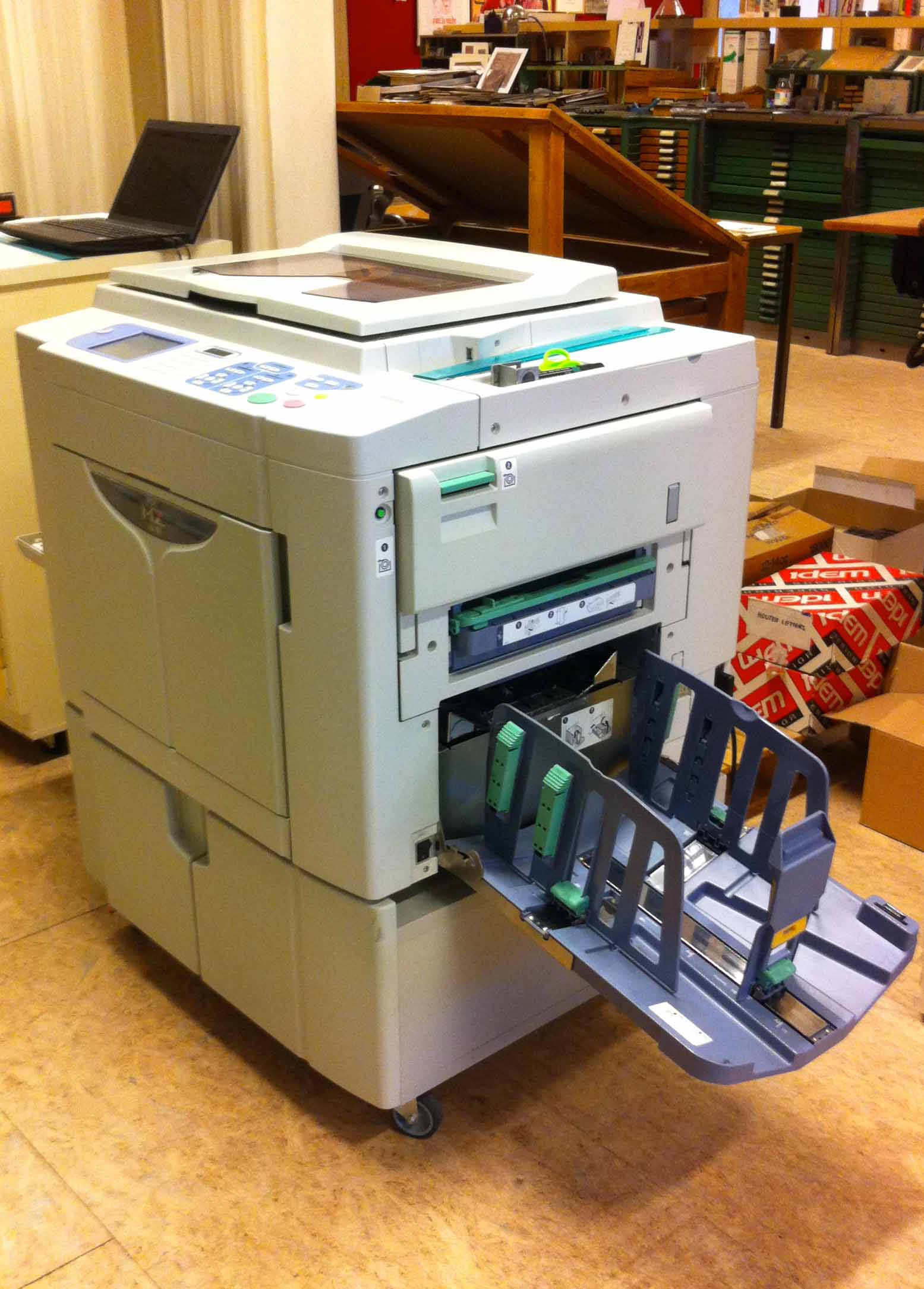
リソグラフMZ1070（理想科学工業製）

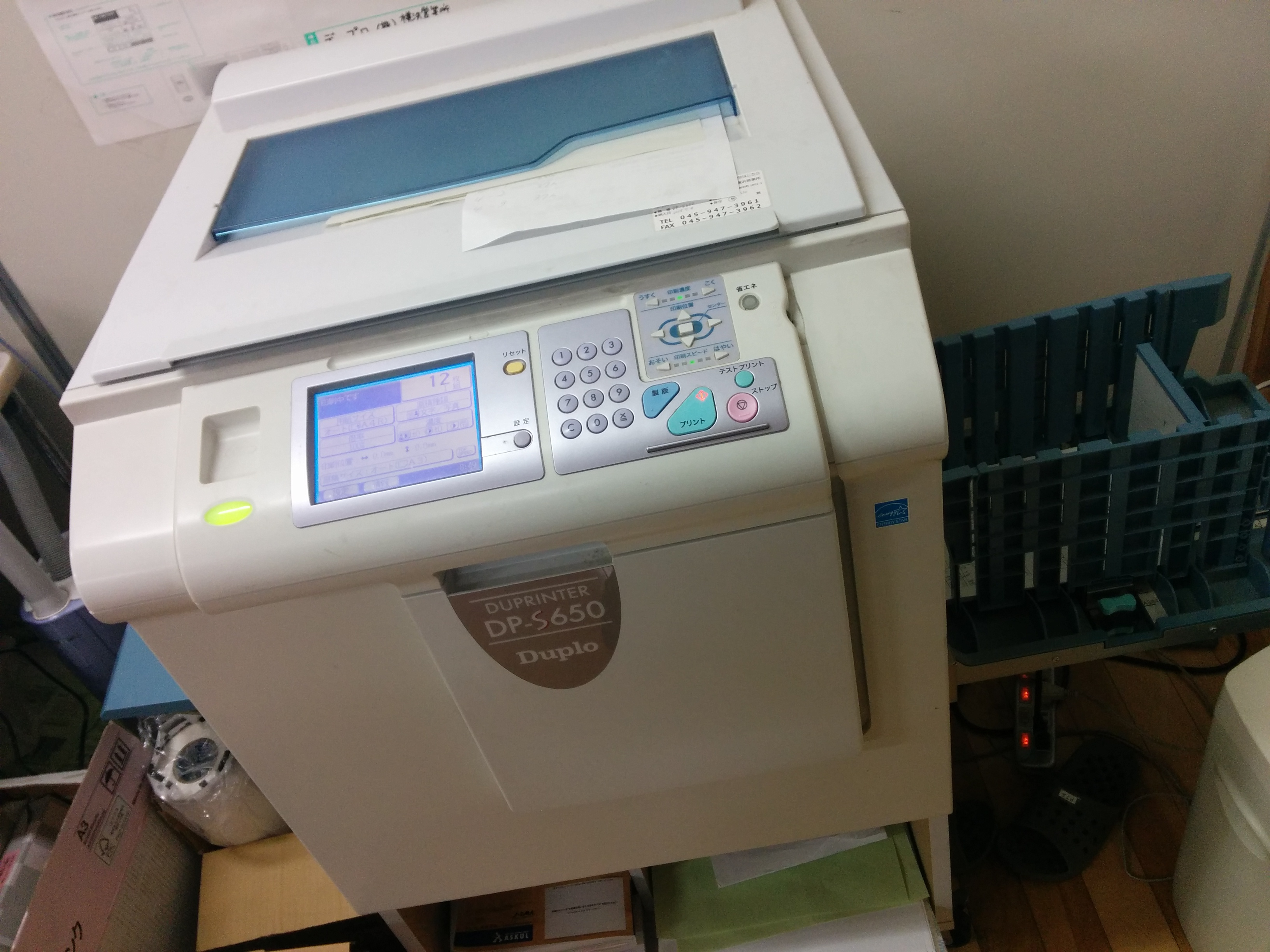
デュープリンターDP-S650（デュプロ製）

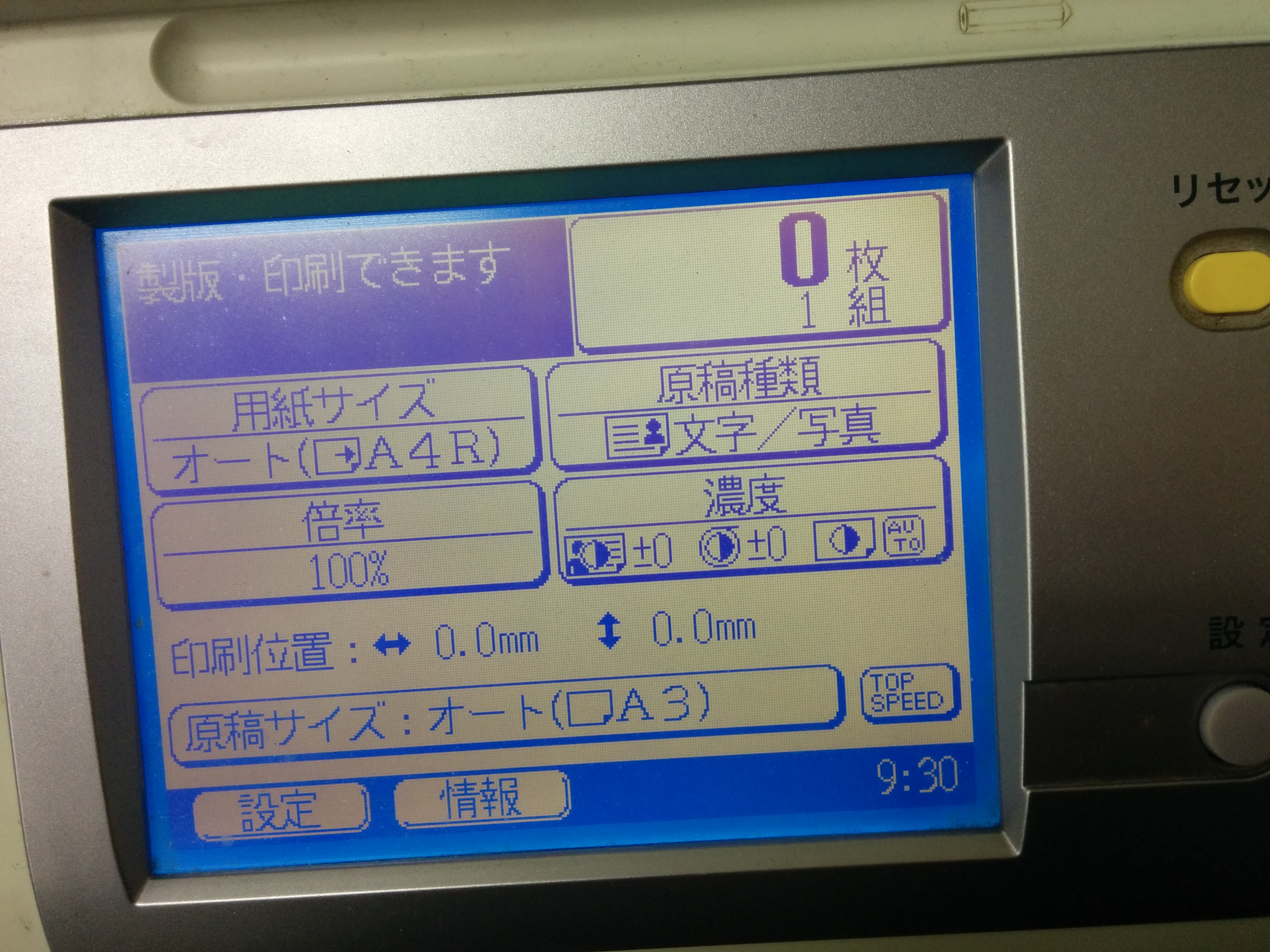
PPC複写機並みの操作でスクリーン印刷を行うことが可能である（デュープリンターDP-S650）

デジタル孔版印刷機（Digital duplicator）は、孔版印刷の一種であるシルクスクリーン印刷機である。製版から印刷までの工程を自動化し、PPC複写機並みの簡便な操作で低コスト・高速の大量印刷が行えるのが特徴で、1980年代以降、謄写ファックス印刷に代わる軽印刷技術として主に企業、学校などの事務用途で広く普及している。

## 概要
マスター（版）の露光と感光剤の洗い流しといったシルクスクリーン印刷の従来の製版工程に代わり、デジタルデータを元にサーマルプリントヘッドを用いた熱処理によって専用のマスターに微細な穴を開け自動製版する機構を最大の特徴とする。版である原紙と、印刷時における版の保持材であるスクリーンが分かれている謄写版と異なり、デジタル孔版印刷機は同じ孔版印刷であるシルクスクリーン印刷と同様に両者を「マスター」として一体化しており、別の印刷技法である。
製版用のデジタルデータは印刷機内蔵のCCDイメージセンサによる読み取り、またはパーソナルコンピューターなどで作成したものが用いられる。印刷機内部で製版されたマスターはインク供給機能を持つドラム（版胴）に巻き付けられ、印刷終了後は自動的にドラムから除去されて破棄される。
1980年代以降、日本メーカー各社が世界市場をほぼ独占したサーマルプリントヘッドの技術革新を背景に、日本の「リソグラフ007デジタル」（1986年、理想科学工業）、「デュープリンターDP-3050」（1987年、デュプロ精工、現・デュプロ）、「S-pri21 XX」（1987年、セイキプリンター）で初めて商品化され、PPC複写機と同様の簡便な操作で製版から印刷まで高速・低コストで行えることから世界的に広く普及した。
印刷部数が数十枚以上の場合にはPPC複写機よりもデジタル孔版印刷機が時間・コストともに有利とされ、ヒーターで加熱してトナーを紙に定着させるPPC複写機より機構的に信頼性が高く、環境への負荷も低い。

## 主なメーカー
日本メーカーの製品が世界的に普及しており、世界的に消耗資材などの供給体制を構築しているメーカーも多い。
- 理想科学工業 - 「リソグラフ」シリーズ[7]
- デュプロ - 「デュープリンター」シリーズ[8]
- リコー - 「サテリオ」「プリポート」シリーズほか[9]。デュプロ、コニカミノルタへの一部OEM供給も行う。
- コニカミノルタ[10]
- セイキプリンター（篠田商事） - 印刷・段ボール用機材販社の篠田商事（東京都大田区）が2018年、株式会社セイキプリンター（大阪市平野区）からデジタル孔版印刷機事業を譲受[11]。セイキプリンターブランドのデジタル孔版印刷機に並行して段ボール箱用デジタル孔版印刷機[12]も開発。